# Mendeleevskaja
Mendeleevskaja (in russo Менделеевская?) è una stazione della Metropolitana di Mosca, situata sulla Linea Serpuchovsko-Timirjazevskaja. Fu inaugurata il 31 dicembre 1988, come estensione nord della linea. La stazione è dedicata allo scienziato russo Dmitrij Ivanovič Mendeleev.
Si trova a 48,5 metri di profondità e costituisce un punto di interscambio con la stazione Novoslobodskaja della Linea Kol'cevaja.